# Tití culina
El tití culina (Saguinus kulina) és una espècie de primat de la família dels cal·litríquids que viu a l'Amazones brasiler, entre el marge dret del riu Juruá i el marge esquerre del riu Tefé. És un parent proper del tití de bigotis. Fou descrit el 2023 i anomenat en honor dels culina, un poble aïllat present a la distribució de l'espècie.

## Morfologia
Igual que la resta dels cal·litríquids, el tití culina és un primat relativament petit, tot i que no es disposa de mides exactes. El pelatge és majoritàriament negre, negrós o marró negrós. La gola, el pit i la cua són completament negres, el front és d'un color negre una mica més clar i la corona del cap és de color marró negrós. El nas i la regió que envolta la boca són blancs, mentre que les parts calbes del musell i el nas són de color rosa pàl·lid. Les espatlles, l'esquena, els braços i les cames són de color marró negrós. Les part superiors de les mans i els peus són negres. Els genitals externs manquen de pigment i presenten una escassa cobertura de pèl blanc. Aquesta coloració fa que sigui fàcil de confondre amb el tití de bigotis, però en general, és més fosc que aquesta últim.